# Lipienica (województwo dolnośląskie)
Lipienica (niem. Lindenau, łac. Lindinowe) – wieś w Polsce, w województwie dolnośląskim, w powiecie kamiennogórskim, w gminie Kamienna Góra. Leży częściowo u podnóża Gór Kruczych (zachodnia część), częściowo w Kotlinie Krzeszowskiej (wschodnia część).
Jest to wieś łańcuchowa o charakterze rolniczym. Leży nieopodal turystycznego Krzeszowa. Pierwsza wzmianka o wsi pochodzi z 1292 roku. Do 1810 roku należała do cystersów z Krzeszowa. Najwięcej mieszkańców, ponad pół tysiąca, liczyła w drugiej połowie XIX wieku. Na początku XXI wieku zamieszkała przez sto kilkadziesiąt osób.

## Podział administracyjny
Wieś jest położona w województwie dolnośląskim, w powiecie kamiennogórskim, w gminie Kamienna Góra.
W latach 1975–1998 miejscowość administracyjnie należała do województwa jeleniogórskiego.

## Toponimia

### Etymologia nazwy
Niemiecka nazwa wsi to połączenie Linden (lipa) oraz Aue (podmokła łąka, zagłębienie, teren nisko położony nad wodą) – Lindenau(e).
Polska nazwa to tłumaczenie nazwy niemieckiej.

### Wcześniejsze nazwy
Historyczne nazwy Lipienicy:
- 1292 – Lindinowe (łac.)[6];
- 1402 – Lindenau (niem.)[7][8];
- 1945 – Lipowo (pol.)[9];
- 1947 – Lipienica (pol.)[10].

## Geografia

### Położenie
Lipienica leży częściowo u podnóża Gór Kruczych (zachodnia część), częściowo w Kotlinie Krzeszowskiej (wschodnia część). Jest to wieś łańcuchowa. Ciągnie się ok. 2,5 km luźno rozrzuconymi zabudowaniami na wysokości około 470–540 m n.p.m. W stronę Krzeszowa dochodzi do dawnej linii kolejowej, a od południowego zachodu wciska się w dolinę pomiędzy Lipowcem na północnym zachodzie a Drążoną na południowym zachodzie. Przebiega tędy droga lokalna łącząca Krzeszów z Lubawką.

### Struktura użytkowania gruntów
Struktura użytkowania gruntów w obrębie miejscowości:
| Rodzaj użytkowania | Powierzchnia [ha] | Udział w ogólnej powierzchni wsi [%] |
| ------------------ | ----------------- | ------------------------------------ |
| Użytki rolne       | 370               | 71,16                                |
| Lasy               | 122               | 23,46                                |
| Obszar zabudowany  | 28                | 5,38                                 |
| Razem:             | 520               | 100,00                               |

### Budowa geologiczna
Grzbiet Gór Kruczych jest zbudowany z trachitów, zaś Kotlina Krzeszowska ze zlepieńców i piaskowców czerwonego spągowca oraz górnokredowych piaskowców i mułowców, w większości nakrytych grubą warstwą osadów czwartorzędowych. Lekko falisty teren rozcinają płytkie dolinki małych potoków należących do dorzecza Zadrny.

## Ochrona środowiska

### Natura 2000
W granicach Lipienicy znajdują się obszary Natura 2000:
| Rodzaj obszaru                                 | Nazwa obszaru                     | Kod obszaru |
| ---------------------------------------------- | --------------------------------- | ----------- |
| Specjalny obszar ochrony siedlisk SSO          | Góry Kamienne                     | PLH020038   |
| Obszar specjalnej ochrony ptaków „Natura 2000” | Sudety Wałbrzysko-Kamiennogórskie | PLB020010   |

### Inne obszary
Pozostałe obszary ochrony środowiska w granicach Lipienicy:
| Rodzaj obszaru                                               | Nazwa obszaru            | Kod obszaru     |
| ------------------------------------------------------------ | ------------------------ | --------------- |
| Obszar najwyższej ochrony głównego zbiornika wód podziemnych | „Niecka Wewnątrzsudecka” | GZWP ONO nr 342 |

## Historia

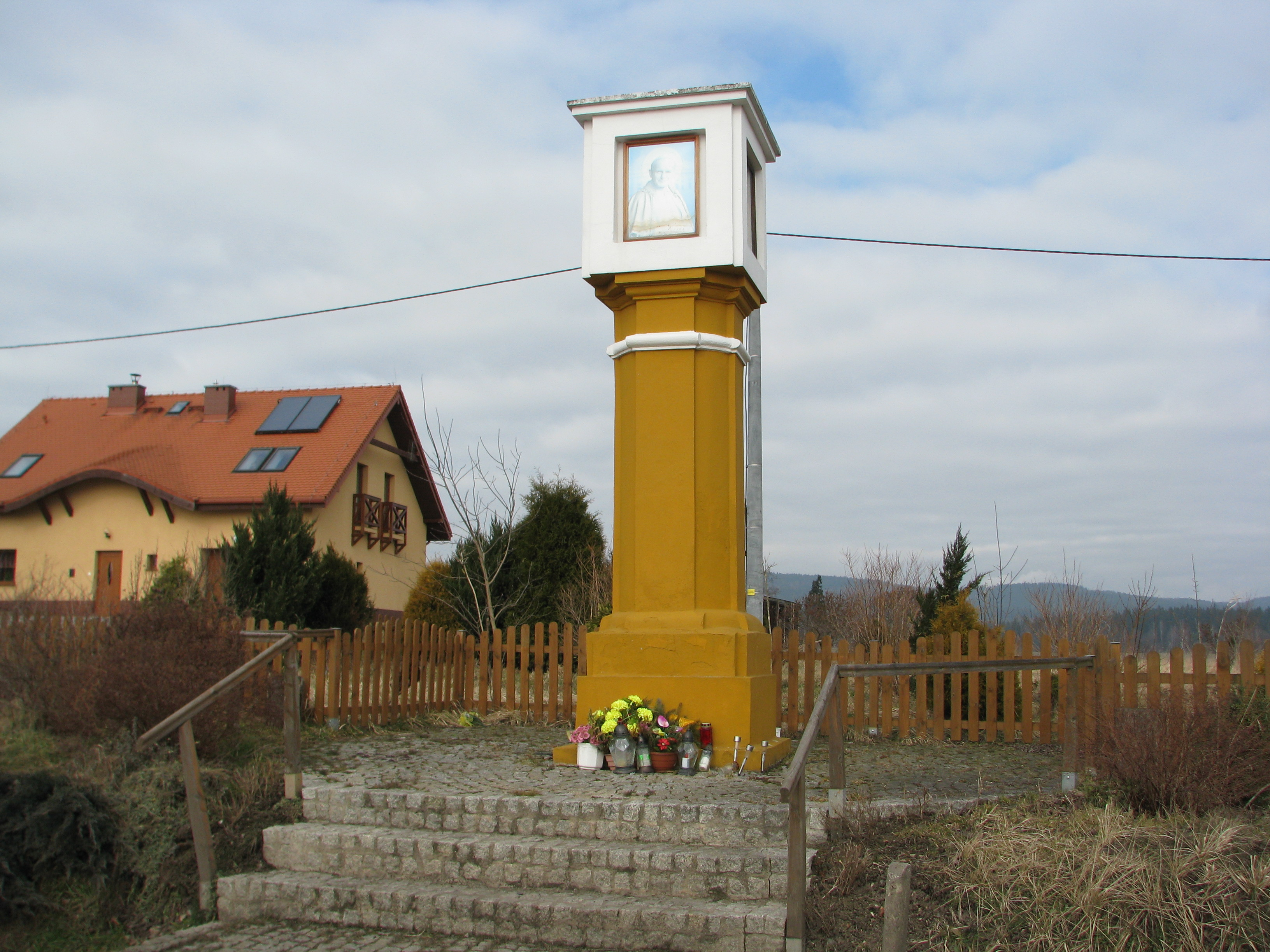
Kapliczka słupowa w Lipienicy (marzec 2015)

### W posiadaniu cystersów
Jest to jedna z najstarszych wsi w rejonie Krzeszowa. Została po raz pierwszy wzmiankowana w 1292 roku, w dokumencie w którym książę Bolko I Surowy nadaje cystersom przybyłym z Henrykowa ziemie wcześniej należące do benedyktynów, w tym Lipienicę, wspomnianą jako Lindinowe. W XIV wieku wieś objął przywilej górniczy, lecz nie wiadomo, czy były prowadzone tu jakiekolwiek roboty górnicze. Była to niewielka osada, która się nie rozwijała. Prawdopodobnie w 1427 roku Lipienica została doszczętnie zniszczona przez husytów, którzy pustoszyli dobra klasztorne. Lepiej zaczęła się rozwijać dopiero w 1 połowie XVII wieku; istniały tu wówczas stawy rybne. W 1747 roku we wsi istniała cegielnia, a mieszkało w niej 10 kmieci, 9 zagrodników oraz 45 chałupników, wśród nich 6 rzemieślników. W 1765 roku wartość Lipienicy wynosiła 2832 talary. Wzmianka z 1785 roku wspominała 1 folwark, 10 kmieci, 9 zagrodników oraz 45 chałupników. W 1810 roku sekularyzowano dobra klasztorne i Lipienica (wraz z całymi włościami opactwa) stała się własnością królestwa.

### Okres od sekularyzacji do końca II wojny światowej
Ze wzmianki z 1830 roku wynika, że była to spora wieś, licząca 66 domów, folwark oraz sołectwo z gorzelnią i cegielnią. Pracowały 43 krosna tkające płótno. Było to w okresie rozkwitu tego rzemiosła na ziemi kamiennogórskiej. W 1845 roku istniały szkoła z nauczycielem i 2 gospody, a liczba krosien wzrosła do 66. Było też 8 innych rzemieślników. Wynika z tego, że większość mieszkańców utrzymywała się z tkactwa. Upadek tego rzemiosła w 2 połowie XIX wieku wpłynął na wyraźny odpływ ludności, a wieś egzystowała już tylko jako osada rolnicza. W 1911 roku we wsi po raz kolejny wzmiankowano cegielnię oraz szkołę (jako katolicką). Ponadto działały tu Stowarzyszenie Rolników oraz Klub Rowerzystów. W 1939 roku została wspomniana placówka pocztowa, szkoła podstawowa oraz fakt o tym, że wieś była zelektryfikowana. Pod koniec II wojny światowej więźniarki filii obozu Gross-Rosen w Lubawce budowały lotnisko polowe w Lipienicy.

### Po II wojnie światowej
Po 1945 r. Lipienica pozostawała wyludniającą się wsią rolniczą. Położenie poza głównymi trasami komunikacyjnymi, brak przemysłu w pobliżu i trudne warunki glebowo-klimatyczne nie sprzyjały jej rozwojowi. W 1994 r. zmodernizowano drogę z Lipienicy do Lubawki, tworząc asfaltową szosę. W roku 2016 został przeprowadzony remont drogi.

### Najważniejsze daty
- 1292 – pierwsza wzmianka, początek przynależności do cystersów z Krzeszowa.
- 1810 – kasata dóbr klasztornych; odtąd Lipienica przestała należeć do cystersów.
- 1945 – Lipienica jest polska; zmiana nazwy na Lipowo, a później na Lipienica[9][10].

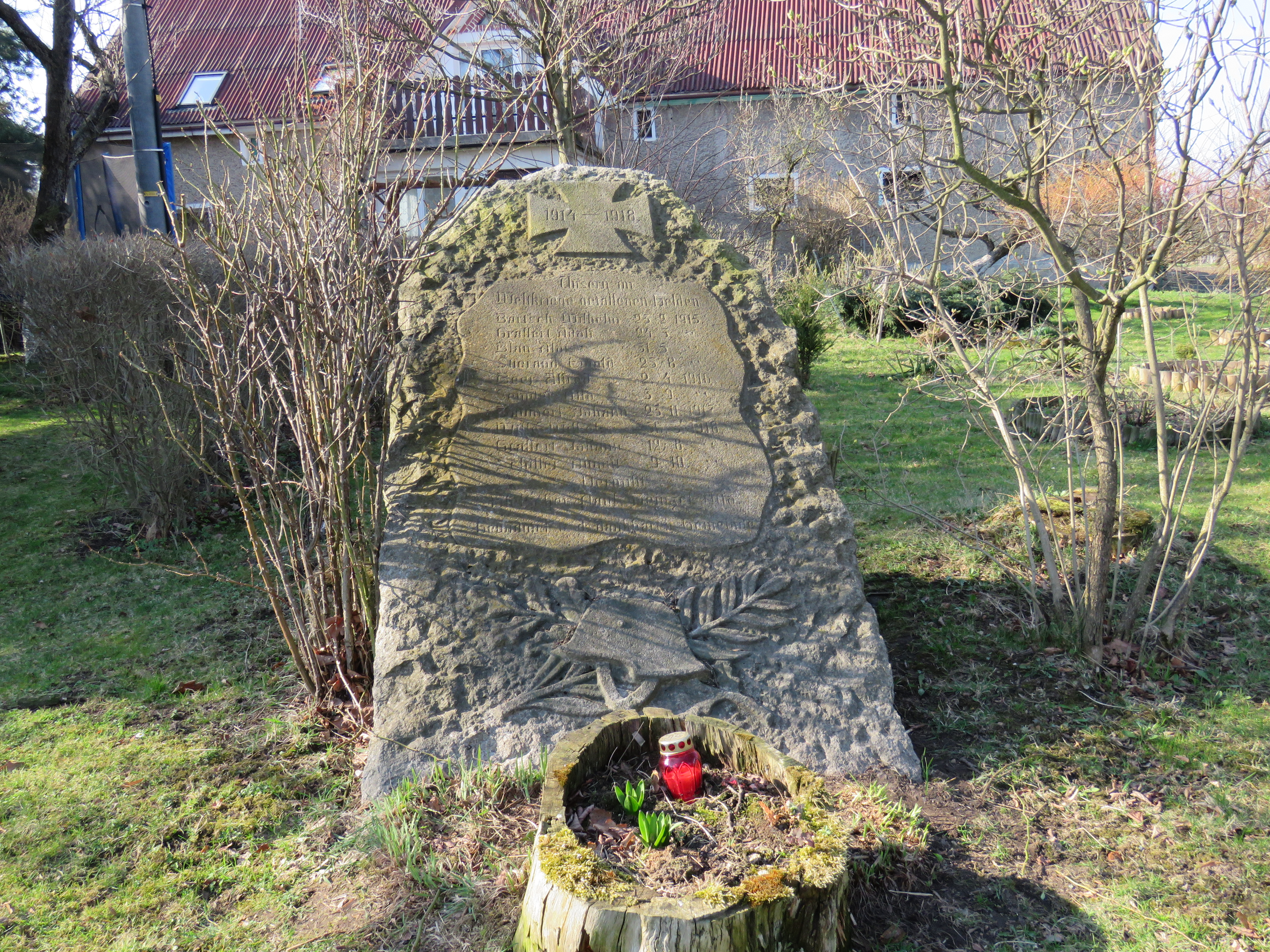
Pomnik pamięci niemieckich żołnierzy pochodzących z Lindenau (Lipienicy) i poległych w trakcie I wojny światowej (kwiecień 2017)

## Architektura i zabytki

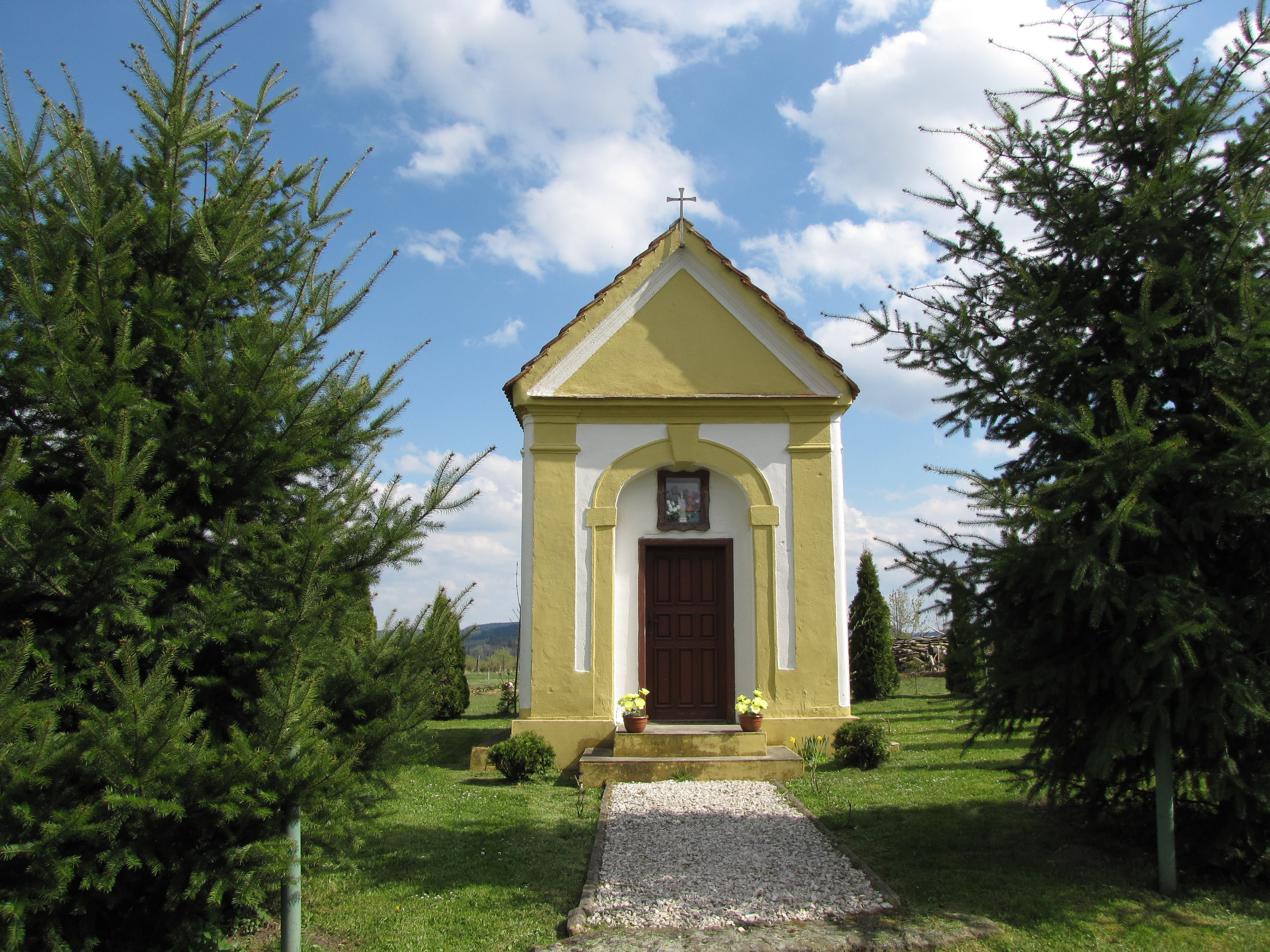
Kapliczka domkowa w Lipienicy (marzec 2015)

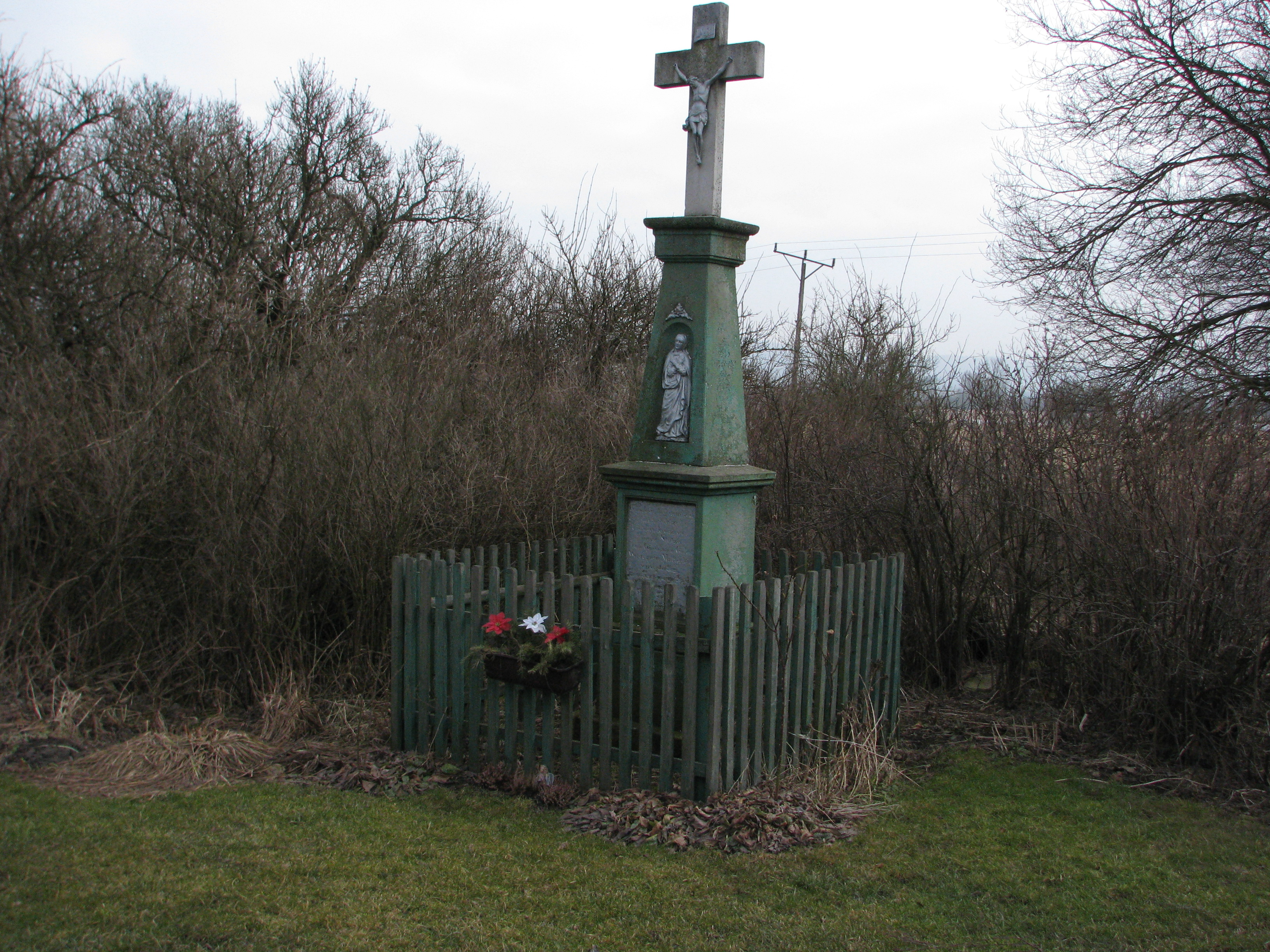
Krzyż przydrożny w Lipienicy (marzec 2015)

We wsi zachowało się wiele domów stanowiących interesujące przykłady budynków ludowych regionu, szczególnie w górze wsi parterowe chaty drewniane lub drewniano-murowane, niektóre o konstrukcji zrębowej. Niektóre pod jednym dachem łączą część mieszkalną i gospodarczą. Posiadają dwuspadowe dachy ze szczytami oszalowanymi deskami. Pochodzą w większości z XIX wieku.
Zabytki w Lipienicy według Narodowego Instytutu Dziedzictwa:
- kaplice kalwarii, nr rej.: A/5488/589 z 26.08.1959 (na terenie miejscowości znajduje się jedna kaplica; jest częścią pomnika historii Opactwo Cystersów w Krzeszowie[19]).

Obszary w Lipienicy w rejestrze Dolnośląskiego Wojewódzkiego Konserwatora Zabytków:
- Lipienica, historyczny układ ruralistyczny wsi, strefa obserwacji archeologicznej miejscowości o wczesnej metryce.

Do cenniejszych obiektów zabytkowych ujętych w gminnej ewidencji zabytków należą m.in.:
- kapliczka murowana, z 3 ćwierci XIX wieku,
- nr 13 – dom mieszkalny, murowany, z 3. ćw. XIX w.,
- nr 22 – dom mieszkalno-gospodarczy, murowany, z 4. ćw. XIX w.,
- nr 24 – dom mieszkalny, murowany, z około 1920 r.,
- nr 26 – dom mieszkalny, z około 1920 r.,
- nr 39 – dom mieszkalno-gospodarczy, murowany, z 3. ćw. XIX w.,
- nr 55 – dom mieszkalny, murowany, z końca XIX w.,
- nr 59 – dom mieszkalny, murowany, z końca XIX w.,
- nr 61 – dom mieszkalny, drewniany, z 3. ćw. XIX w.

Ponadto wyróżniają się nieobjęte gminną ewidencją zabytków:
- nr 57 – dom mieszkalny, murowany, z 3. ćw. XIX w.,
- nr 60 – dom mieszkalny, murowany, z końca XIX w.

We wsi znajduje się wiele kapliczek, co jest świadectwem wielowiekowej przynależności wsi do cystersów.

## Demografia
Liczba ludności Lipienicy w latach 1785–2016:

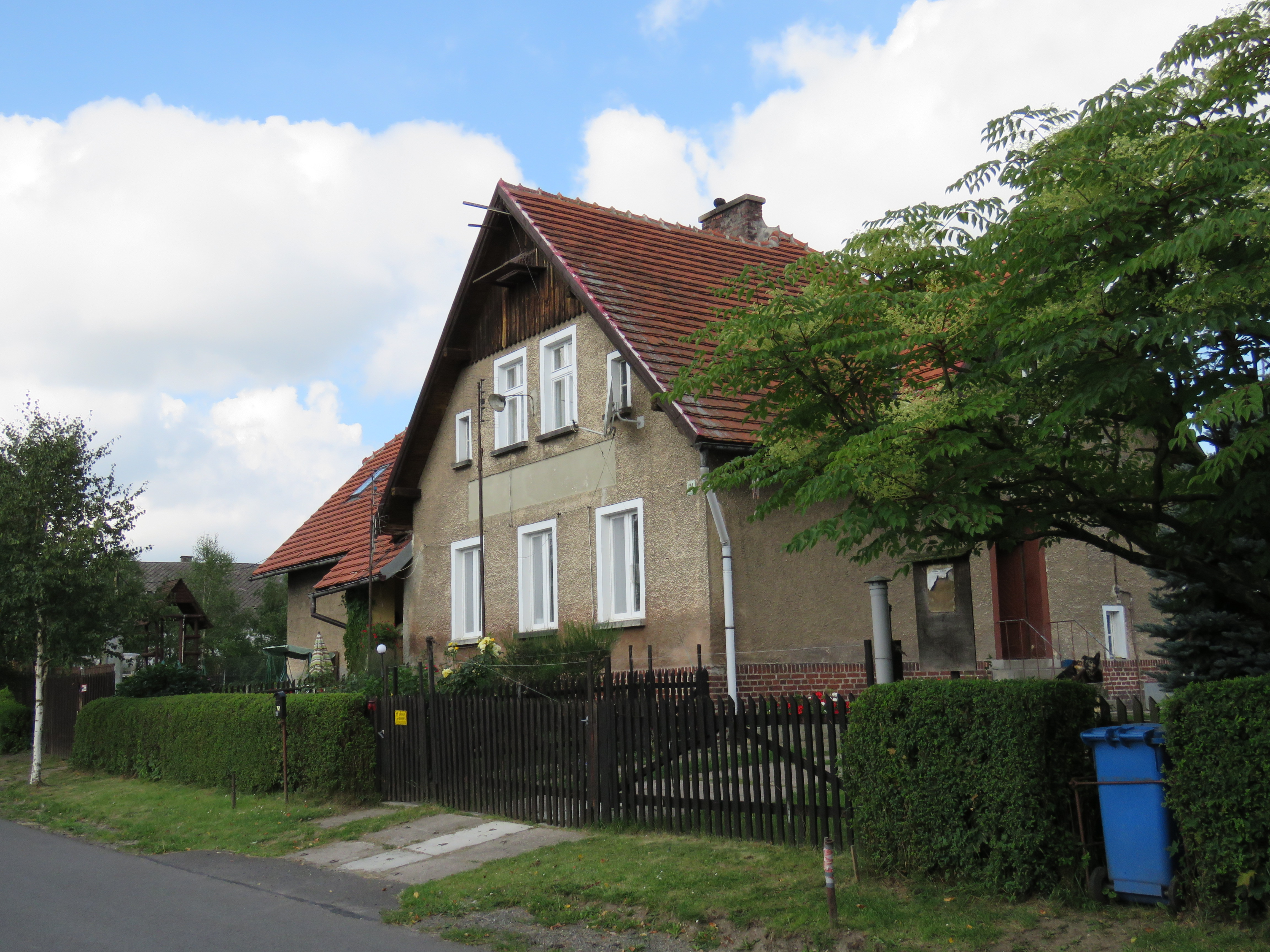
Budynek byłej szkoły podstawowej (sierpień 2016)

## Edukacja
We wsi znajdowała się szkoła podstawowa. Wzmiankowana jest ona w 1840 roku jako „szkoła z nauczycielem”. Na dzień 1 grudnia 1945 w szkole uczyło się 36 dzieci, a nauczali w niej Maria Musiał i J. Złobikowska.
Po zlikwidowaniu szkoły w Lipienicy wieś leży w obrębie obwodu szkoły podstawowej w Krzeszowie.

## Religia
Katolicy z Lipienicy należą do parafii Wniebowzięcia NMP w Krzeszowie.
Wcześniej zachodnia część wsi należała do parafii w Lubawce. W latach powojennych odstąpiono od dzielenia miejscowości i cała Lipienica została oddana do parafii w Krzeszowie.
Liczba ewangelików oraz katolików w Lipienicy w latach 1830–1925:
| Rok  | Katolicy | Ewangelicy | Żydzi |
| ---- | -------- | ---------- | ----- |
| 1830 | 407      | -          | -     |
| 1845 | 476      | 8          | -     |
| 1885 | 438      | 32         | -     |
| 1895 | 355      | 27         | -     |
| 1910 | 313      | 17         | -     |
| 1925 | 318      | 30         | 1     |

## Infrastruktura

### Gospodarka wodno-ściekowa
Wieś jest wyposażona w sieć wodociągową, która prowadzi z ujęcia wody w Krzeszówku. Lipienica nie posiada sieci kanalizacyjnej.

### Transport

Rozmieszczenie przystanków autobusowych w Lipienicy

#### Komunikacja autobusowa
We wsi znajdują się trzy przystanki autobusowe:
- Lipienica[36],
- Lipienica szkoła nż[a][37],
- Lipienica nż[a][38].

Jedynym przewoźnikiem obsługującym regularne połączenia autobusowe w Lipienicy jest Przedsiębiorstwo PKS w Kamiennej Górze.

Trasa drogi w Lipienicy

#### Transport drogowy
Przez wieś przechodzi droga powiatowa nr 3463D, prowadząca z Krzeszowa do Kamiennej Góry.

Byłe rozmieszczenie linii kolejowych w Lipienicy
czerwony − Linia kolejowa nr 330
niebieski − bocznica do kopalni w Krzeszówku

#### Transport kolejowy
Przez Lipienicę przebiegały krótkie odcinki linii kolejowych:
- 330 – z Kamiennej Góry do Okrzeszyna (o długości ok. 600 m); jej budowę zaczęto pod koniec 1897 roku, a otwarto w 1899 roku; ruch pasażerski zawieszono w 1954 roku, a towarowy w 1987 roku; odcinek z Krzeszowa do Chełmska Śląskiego rozebrano w 1998 roku;
- bocznica linii kolejowej nr 330 – z Krzeszowa do kopalni kwarcu w Krzeszówku (o długości ok. 100 m), wybudowana w 1973 roku; pociągi przestały kursować po zakończeniu eksploatacji kopalni w 1990 roku; rozebrana w 1999 roku.

Poza przejazdem kolejowo-drogowym na terenie wsi nie znajdowały się żadne obiekty infrastruktury kolejowej (stacje, przystanki).
W miejscu linii kolejowej od strony Kamiennej Góry planowane jest utworzenie ścieżki rowerowej. W Lipienicy ścieżka prowadziłaby do skrzyżowania z ulicą. Istnieje również alternatywa, by ścieżka wiodła do Chełmska Śląskiego.

## Górnictwo
Wieś w XIV wieku została objęta przywilejem górniczym nadanym klasztorowi przez księcia świdnickiego Bolka II, lecz nie ma żadnych wzmianek o prowadzeniu robót górniczych w tamtym czasie. W późniejszych latach we wsi działała cegielnia. Pierwsza wzmianka o niej pochodziła z 1830 roku. W 1911 roku była ona już zelektryfikowana. Obecnie wyrobiska byłej cegielni zalane są wodą.

## Turystyka

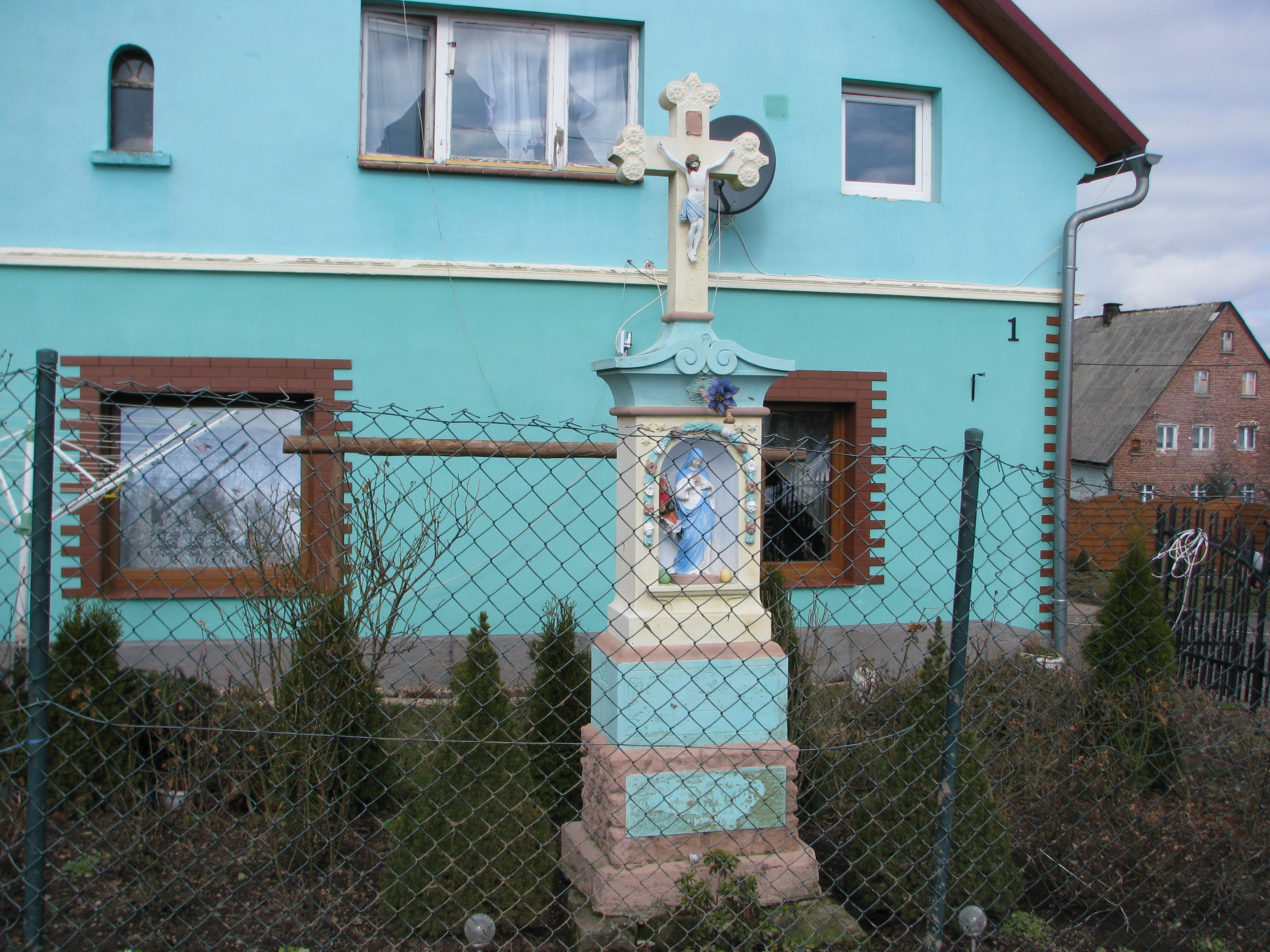
Krzyż w Lipienicy (marzec 2015)

Lipienica jest położona w miejscu korzystnym dla rozwoju turystyki. Przez wieś przechodzą szlaki turystyczne:
- – Rozdroże pod Sulicą – Rozdroże Kowarskie – Papczyn – Paprotki – Dziurawa Skała – Lubawka – Krucza Skała – Rozdroże Trzech Buków – Przełęcz Ulanowicka – Przełęcz Pośrodka – Kujawa Platz – Leszczynowy Wąwóz – Lipienica – Krzeszów – Krzeszówek – Gorzeszów – Przełęcz Żłób – Kochanów – Różana – Mieroszowskie Ściany – Kamionka – Nowe Siodło – Średniak – Przełęcz Sokołowska – Kozina – Kopica – Przełęcz pod Szpiczakiem – Ruprechitický Špičak – Široký vrch – Płoniec – Kościelec – Słodna – Trzy Koguty – Bukowa Góra – Koniniec – Przełęcz pod Czarnochem – Czarnoch – Trójpański Kamień – Leszczyniec – Głowy – Wysoka – Włodarz – Ptasi Szczyt – Tłumaczówek – Otovicky vrch – Tłumaczów;
- (Główny Szlak Sudecki) Świeradów-Zdrój – … – Lubawka – Leszczynowy Wąwóz – Lipienica – Betlejem – Krzeszów – Lesista Wielka – Sokołowsko – Bukowiec – Schronisko „Andrzejówka” – Rogowiec – Nad Doliną Rybnej – Jedlina-Zdrój – … – Prudnik;
- (Rowerowa Trasa Transgraniczna Wschodnia) – Okrzeszyn – Uniemyśl – Chełmsko Śląskie – Przełęcz Ulanowicka – Lubawka – Drążona – Lipienica – Krzeszów – Krzeszówek – Gorzeszów – Dobromyśl – Kochanów – Różana – Mieroszów;
- – Schronisko Młodzieżowe „Lubavia” – Przełęcz Ulanowicka – Przełęcz Pośrodka – Kujawa Platz – Drążona – Lipienica – Czarnogóra – Pustelnia – Kierz – Leszczynowy Wąwóz – Lipowiec – Święta Góra – Schronisko Młodzieżowe „Lubavia”;
- (Trasa rowerowa „Szlak Cystersów”) – Krzeszów – Krzeszówek – Gorzeszów – Kochanów – Różana – Łączna – Przełęcz Strażnicze Naroże – Przełęcz Chełmska – Chełmsko Śląskie – Przełęcz Ulanowicka – Schronisko Młodzieżowe „Lubavia” – Lubawka – Drążona – Lipienica – Krzeszów – Betlejem – Przedwojów – Kamienna Góra – Czadrówek – Łąkta – Czadrów – Krzeszów[43] .

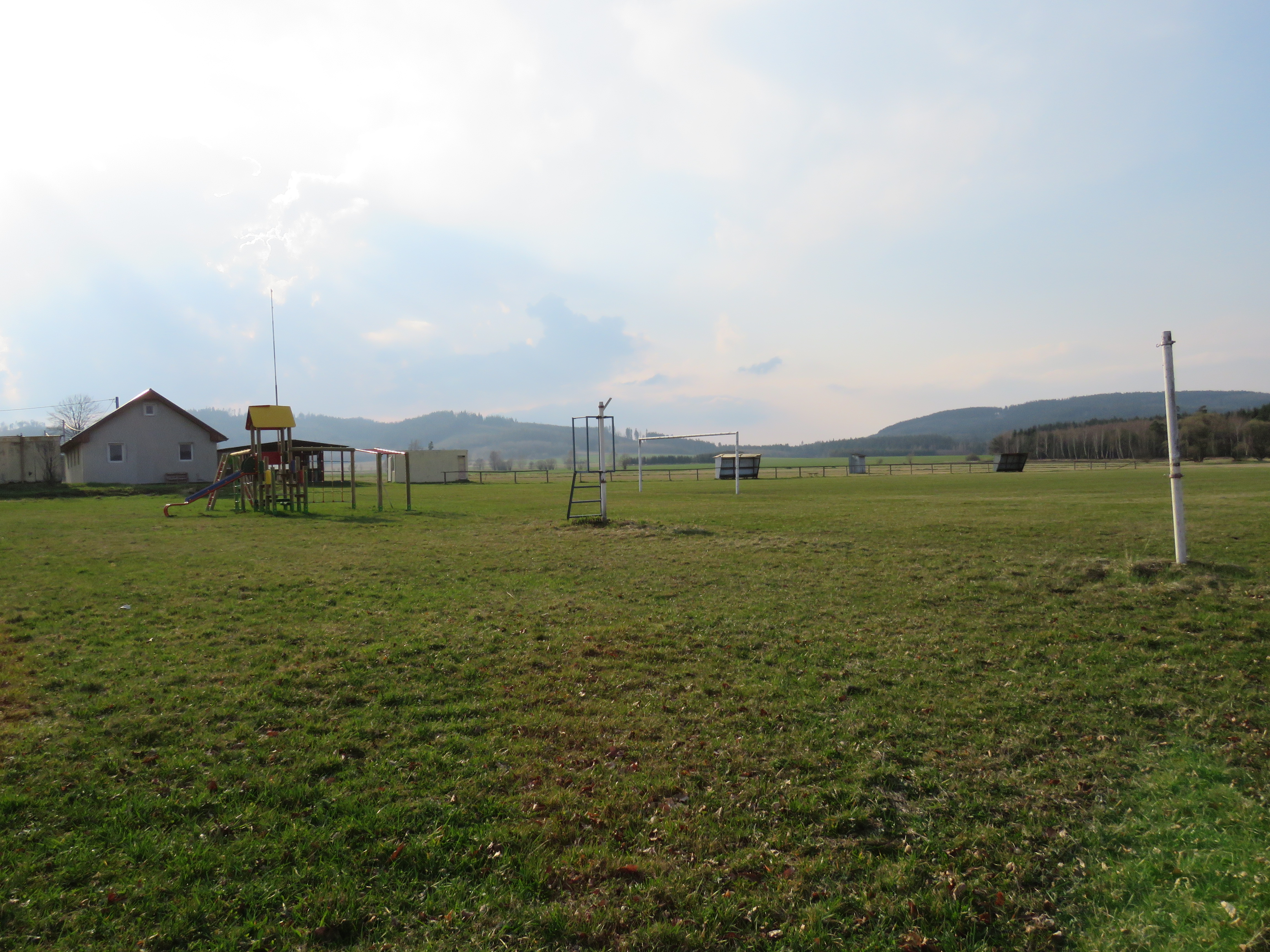
Boisko w Lipienicy (kwiecień 2017)

## Sport
We wsi znajduje się klub sportowy piłki nożnej Orły Lipienica.